# Эта Малого Пса
Эта Малого Пса (η CMi / η Canis Minoris) — двойная звезда в созвездии Малый Пёс. Расстояние от звезды до Земли составляет 351 световой год.
Главный компонент, η Малого Пса A, является жёлто-белым гигантом класса F с видимым блеском в +5.22. Второй, побочный компонент, η Малого Пса B, является звездой одиннадцатой звёздной величины, и расположена на расстоянии 4 угловых секунд от основного компонента. Звезда А невооружённым глазом видна только зорким людям, В — в мощный телескоп.